# Infocom
Cet article concerne une entreprise américaine disparue en 1989. Pour la discipline universitaire appelée Info-com, voir Sciences de l'information et de la communication.
Infocom est une société de développement, créée en 1979 et dissoute en 1989, et localisée à Cambridge dans le Massachusetts aux États-Unis. L'entreprise produit une quantité importante de fictions interactives destinées aux ordinateurs (aussi connu sous le nom de jeu d'aventure textuel), ainsi qu'une application pour le monde de l'entreprise, une base de données relationnelle appelé Cornerstone.

## Historique

### Création
En 1977, Dave Lebling et Marc Blank, deux étudiants du Massachusetts Institute of Technology (MIT), découvrent le jeu d’aventure Colossal Cave Adventure de William Crowther et Don Woods. Particulièrement enthousiaste à son sujet, ils décident de s’en inspirer pour programmer leur propre jeu d’aventure, convaincu de pouvoir surpasser l’original. Avec un autre étudiant de leur groupe « modélisation dynamique » du laboratoire de science informatique (LCS pour Laboratory for Computer Science en anglais) du MIT, Tim Anderson, ils commencent à créer une première esquisse de jeu d’aventure en utilisant un analyseur syntaxique programmé par Dave Lebling en MDL, un langage de programmation créé au MIT et dérivé du Lisp. Satisfait de leur premier essai, il s’associe avec un autre étudiant du laboratoire, Bruce Daniels, et commencent à travailler sur un jeu appelé Dungeon qui sera plus tard baptisé Zork. La conception du scénario et de l’univers du jeu progresse rapidement mais ils ne le finalisent qu’en 1979, le temps notamment de prendre en compte les nombreux commentaires des élèves l’ayant essayé sur l’ordinateur central PDP-10 de l’université. 
Arrivés au terme de leurs études, Dave Lebling, Marc Blank et Tim Anderson souhaitent continuer à travailler ensemble. Ils s’associent alors avec Al Veeza, un professeur du MIT qui est aussi directeur assistant du LCS et responsable de leur groupe de modélisation dynamique, qui envisage depuis longtemps de créer une société d’informatique. Ils sont rejoints dans leur projet par JCR Licklider, un autre professeur du MIT chargé de lever des fonds pour le laboratoire. Ils fondent finalement Infocom le 22 juin 1979 avec au total dix membres du LCS – Dave Lebling, Marc Blank, Tim Anderson, Al Vezza, JCR Licklider, Joel Berez, Mike Broos, Scott Cutler, Stu Galley et Chris Reeve – chacun d’eux investissant entre 400 $ et 2 000 $ dans l’entreprise. Le conseil d'administration de la société est initialement composée de Dave Lebling, Al Vezza, Mike Broos, Joel Berez et Stu Galley mais dès novembre 1979, Dave Lebling et Stu Galley démissionnent de leurs postes et sont remplacés par Marc Blank et JCR Licklider. Mike Broos démissionne de son poste de président peu de temps après et est alors remplacé par Joel Berez. Aucun d’eux ne travail pour autant à plein temps pour la société.

### Débuts
L’objectif initial de l’entreprise est de créer des programmes pour ordinateur mais ils ne parviennent pas immédiatement à statuer sur le type de logiciel qu’ils souhaitent développer. Dave Lebling et Tim Anderson propose finalement de commercialiser Zork, qui a l’avantage d’être déjà terminé et testé, et celui-ci devient ainsi le premier jeu édité par Infocom. Cette commercialisation n’est cependant pas sans poser de problème. Zork a en effet été développé sur un ordinateur central et nécessite donc plus de mémoire (environ un mégabit) que ce dont dispose les micro-ordinateurs de l’époque (environ 32 kilobits). Ce problème est en partie résolu par Marc Blank et Joel Berez avec le développement d’une machine virtuelle, la Z-machine, dont le rôle est d’interpréter un langage de programmation dédié, le ZIL (pour Zork Implementation Language), dans lequel est reprogrammé le jeu original. En plus de limiter la taille du code source, ce système leur permet également de faciliter l’adaptation du jeu à différentes plates-formes, chaque adaptation ne nécessitant plus que d’adapter la Z-machine et non la totalité du programme. Cette solution ne résout cependant pas entièrement le problème de place et ils doivent donc finalement se résoudre à diviser le jeu en trois parties indépendantes. Une fois cette problématique résolue, ils signent un accord avec Personal Software (plus tard connu sous le nom de VisiCorp) pour distribuer la première partie du jeu. Celle-ci est ainsi publiée sur PDP-11 en novembre 1980, sur TRS-80 en décembre et sur Apple II un peu plus tard. 
Le jeu rencontre un certain succès, avec environ 1 500 copies vendues sur TRS-80 et 6 000 sur Apple II, mais les membres d’Infocom ne sont pas satisfaits du travail de Personal Software en matière de distribution et de promotion du jeu. Ils jugent notamment que le packaging, qui représente un guerrier donnant un coup d’épée, n’est pas représentatif de leur jeu, basé sur la réflexion et la résolution d’énigme. Ils rachètent donc le stock des jeux produits par Personal Software afin d’en refaire le packaging et, en octobre 1981, Infocom commence à distribuer le jeu sans intermédiaire. Il est suivi un mois plus tard par Zork II et fin 1981, les deux jeux ont déjà générer plus de 160 000 $ de revenus pour Infocom.

### Ascension
La société est ainsi en pleine ascension et l’année suivante, Infocom publie trois nouveaux jeux d’aventure. Mark Blank, qui est fan de roman policier, développe ainsi Deadline dans lequel le joueur enquête sur un meurtre en nouvelle Angleterre. Le jeu sort en avril 1982 et est suivi en septembre par la troisième partie de Zork et  par Starcross, développé par Dave Lebling,. En parallèle, la société déménage dans de nouveaux locaux à Cambridge dans le Massachusetts et ouvre une nouvelle division, dédiée aux logiciels d’entreprise, en novembre 1982. La société continue cependant à publier des jeux d’aventure à un rythme soutenu avec en 1983 la publication de Suspended et Infidel de Mike Berlyn, The Witness de Stu Galley, Planetfall de Steve Meretzky et Enchanter (initialement développé sous le titre Zork IV) de Dave Lebling et Mark Blank. Chacun d’eux rencontre un immense succès commercial et se vend à plus de 100 000 exemplaires. Les jeux Infocom envahissent ainsi les palmarès des meilleures ventes, tous leurs jeux apparaissant par exemple dans le classement des 40 meilleures ventes du distributeur Softsel. 
Fin 1983, le chiffre d’affaires de la société atteint ainsi 6 000 000 $. L’année suivante, Infocom connait son plus important succès commercial avec l’adaptation en jeu d’aventure du Guide du voyageur galactique de Douglas Adams. Ce dernier est un grand fan des jeux du studio, qu’il découvre avec Suspended, et se montre donc intéressé par une adaptation en jeu vidéo de son œuvre par Infocom. Du fait de son expérience dans le domaine de la science-fiction acquise avec développement de Planetfall, Steve Meretzky est chargé de l’assister dans la conception et le développement du jeu. Ils ont pour cela de nombreuses discussions sur le sujet et travaillent à distance, l’un à Londres et l’autre dans le Massachusetts, sur deux ordinateurs DECSYSTEM-20 par l’intermédiaire du réseau Dialcom. The Hitchhiker's Guide to the Galaxy sort en octobre 1984 et devient le plus gros succès du studio depuis Zork. Une suite est un temps envisagé mais est finalement abandonnée du fait des ventes plus faibles que prévu de Bureaucracy, le seul autre jeu Infocom développé en collaboration avec Douglas Adams. À la fin de l’année, la société compte plus de 100 employés et son chiffre d’affaires atteint 10 000 000 $.

### Déclin et rachat
Pour continuer de croitre et financer le développement du logiciel de base de données Cornerstone de leurs divisions dédiées aux logiciels professionnels, Infocom se tourne alors vers des investisseurs en capital risque. Le mélange entre jeu vidéo et projet de logiciels d’entreprise n’attirent cependant pas beaucoup d’investisseurs en dehors de Gulf+Western, une division de Simon & Schuster, qui fait une offre à 20 000 000 $ pour acheter la totalité de la division jeu vidéo de l’entreprise. L’offre est rejeté et Infocom ne parvient à collecter que 500 000 $. Après plus de deux ans de développement, Cornerstone est publié début 1985, au prix de 495 $. Il est alors bien accueilli par la presse spécialisée grâce notamment à ses nombreuses fonctionnalités innovantes. Il souffre cependant de plusieurs problèmes. Contrairement à dBASE II (un de ses concurrents direct), il n’est par exemple pas programmable et oblige donc l’utilisateur à n’utiliser que les fonctionnalités déjà prévues par ses développeurs. De plus, en 1985, l’IBM PC domine largement le marché des ordinateurs professionnels. 
L’utilisation d’une machine virtuelle, pour permettre de le porter facilement à d’autre plates-formes, n’a ainsi aucun intérêt et ralentit considérablement le programme. Infocom ne vend finalement que 10 000 copies de Cornerstone en 1985. Alors que son développement a couté 2 500 000 $ et qu’il devait générer  pour 4 700 000 $ de revenus, il ne génère que 1 800 000 $ de revenus et est ainsi un cuisant échec commercial pour Infocom. Pour tenter de relancer le logiciel, la société diminue alors son prix de 495 $ à 99,95 $, mais cela ne suffit pas. Outre cet échec, l’entreprise doit de plus faire face à un déclin du marché des jeux d’aventure textuels, en faveur des jeux d’aventure graphiques qui bénéficient de la sortie d’une nouvelle génération d’ordinateur, dont l’Amiga et l’Atari ST. En 1985, le chiffre d’affaires d’Infocom stagne ainsi à 10 000 000 $, loin de la prévision initiale de 12 000 000 $. L’entreprise est alors contrainte de fermer sa division dédiée aux logiciels professionnels et licencier une partie de ses employés. En juin 1986, elle ne compte ainsi plus que 40 employés, certains ayant accepté des baisses de salaires pour maintenir à flot les finances de la société.
Le 13 juin 1986, Infocom est racheté par Activision pour environ 7 500 000 $, ce qui lui permet d’éviter la faillite. Si ce rachat est initialement bien accueilli, la situation se dégrade rapidement. Six mois plus tard, le directeur général d’Activision Jim Levy est en effet remplacé par Bruce Davis. Ce dernier, qui s’est opposé au rachat d’Infocom, s’emploie alors à rendre la situation aussi difficile que possible pour sa nouvelle filiale. Il réduit ainsi le temps d’exposition dont bénéficient les jeux Infocom en magasin et impose au studio de développer huit nouveaux jeux par an, contre quatre ou cinq les années précédentes, sans renforcer son équipe de développement. Les ventes du studio s’écroulent alors pour atteindre environ 10 000 copies vendues par jeu. L’année 1986 marque aussi l’apparition des premiers jeux Infocom à bénéficier de graphismes. Le premier d’entre eux est Fooblitzky, un jeu de plateau multijoueur dans lequel les joueurs s’affrontent dans une chasse au trésor. Ses graphismes sont cependant de mauvaise qualité est le jeu est un échec total. L’année 1987 est marquée par la sortie de Beyond Zork, le premier jeu d’aventure du studio à bénéficier d’une interface graphique, avec notamment une carte, un inventaire et divers ajouts inspirés des jeux de rôle. Un an plus tard, le studio publie Zork Zero, qui bénéficie de nouvelles améliorations dont des graphismes entièrement en VGA. Ces améliorations successives ne sont cependant pas suffisantes pour relancer le studio et en mai 1989, Activision licencie 15 de ses 26 employés avant de fusionner le studio avec la division jeu vidéo de son siège à Santa Monica.  
Activision ferme sa division Infocom en 1989. Dans les années 1990, quelques titres sont encore publiés sous l'appellation Infocom Zork.

## Données économiques
| Année              | 1981      | 1983        | 1984         | 1985         |
| ------------------ | --------- | ----------- | ------------ | ------------ |
| Chiffre d’affaires | 160 000 $ | 6 000 000 $ | 10 000 000 $ | 10 000 000 $ |

Selon des documents internes d'Infocom, leurs jeux se sont vendus à plus de 2,5 millions d'exemplaires.

## Ludographie
| Année     | Titre                                                        | Développeur                     | Genre                  |
| --------- | ------------------------------------------------------------ | ------------------------------- | ---------------------- |
| 1980 (11) | Zork I: The Great Underground Empire                         | Dave Lebling et Marc Blank      | Fiction interactive    |
|           |                                                              |                                 |                        |
| 1981 (11) | Zork II: The Wizard of Frobozz                               | Dave Lebling et Marc Blank      | Fiction interactive    |
|           |                                                              |                                 |                        |
| 1982 (04) | Deadline                                                     | Marc Blank                      | Fiction interactive    |
| 1982 (09) | Starcross                                                    | Dave Lebling                    | Fiction interactive    |
| 1982 (09) | Zork III: The Dungeon Master                                 | Dave Lebling et Marc Blank      | Fiction interactive    |
|           |                                                              |                                 |                        |
| 1983 (03) | Suspended                                                    | Mike Berlyn                     | Fiction interactive    |
| 1983 (06) | The Witness                                                  | Stu Galley                      | Fiction interactive    |
| 1983 (08) | Planetfall                                                   | Steve Meretzky                  | Fiction interactive    |
| 1983 (09) | Enchanter                                                    | Dave Lebling et Marc Blank      | Fiction interactive    |
| 1983 (03) | Infidel                                                      | Mike Berlyn                     | Fiction interactive    |
|           |                                                              |                                 |                        |
| 1984 (03) | Sorcerer                                                     | Steve Meretzky                  | Fiction interactive    |
| 1984 (06) | Seastalker                                                   | Stu Galley et Jim Lawrence      | Fiction interactive    |
| 1984 (09) | Cutthroats                                                   | Mike Berlyn et Jerry Wolper     | Fiction interactive    |
| 1984 (10) | The Hitchhiker's Guide to the Galaxy                         | Steve Meretzky et Douglas Adams | Fiction interactive    |
| 1984 (10) | Suspect                                                      | Dave Lebling                    | Fiction interactive    |
|           |                                                              |                                 |                        |
| 1985 (06) | Wishbringer                                                  | Brian Moriarty                  | Fiction interactive    |
| 1985 (09) | A Mind Forever Voyaging                                      | Steve Meretzky                  | Fiction interactive    |
| 1985 (10) | Spellbreaker                                                 | Dave Lebling                    | Fiction interactive    |
|           |                                                              |                                 |                        |
| 1986 (02) | Ballyhoo                                                     | Jeff O’Neill                    | Fiction interactive    |
| 1986 (06) | Trinity                                                      | Brian Moriarty                  | Fiction interactive    |
| 1986 (09) | Leather Goddesses of Phobos                                  | Steve Meretzky                  | Fiction interactive    |
| 1986 (10) | Moonmist                                                     | Stu Galley et Jim Lawrence      | Fiction interactive    |
| 1986 (11) | Enchanter Trilogy (compilation)                              |                                 | Fiction interactive    |
| 1986      | Fooblitzky                                                   |                                 | Jeu vidéo de stratégie |
|           |                                                              |                                 |                        |
| 1987 (01) | Hollywood Hijinx                                             | Dave Anderson                   | Fiction interactive    |
| 1987 (01) | Zork Trilogy (compilation)                                   |                                 | Fiction interactive    |
| 1987 (03) | Bureaucracy                                                  | Douglas Adams                   | Fiction interactive    |
| 1987 (06) | Stationfall                                                  | Steve Meretzky                  | Fiction interactive    |
| 1987 (06) | The Lurking Horror                                           | Dave Lebling                    | Fiction interactive    |
| 1987 (09) | Nord and Bert Couldn't Make Head or Tail of It               | Jeff O’Neill                    | Fiction interactive    |
| 1987 (09) | Plundered Hearts                                             | Amy Briggs                      | Fiction interactive    |
| 1987 (10) | Beyond Zork                                                  | Brian Moriarty                  | Fiction interactive    |
| 1987 (11) | Border Zone                                                  | Marc Blank                      | Fiction interactive    |
| 1987 (12) | Solid Gold: The Hitchhiker's Guide to the Galaxy (réédition) | Steve Meretzky et Douglas Adams | Fiction interactive    |
| 1987 (12) | Solid Gold: Zork I: The Great Underground Empire (réédition) | Dave Lebling et Marc Blank      | Fiction interactive    |
|           |                                                              |                                 |                        |
| 1988 (01) | Sherlock: The Riddle of the Crown Jewels                     | Bob Bates                       | Fiction interactive    |
| 1988 (03) | Lane Mastodon vs. the Blubbermen                             | Steve Meretzky                  |                        |
| 1988 (03) | Gamma Force in Pit of a Thousand Screams                     | Amy Briggs                      |                        |
| 1988 (04) | ZorkQuest                                                    | Elizabeth Langosy               |                        |
| 1988 (07) | Solid Gold: Leather Goddesses of Phobos (réédition)          | Steve Meretzky                  | Fiction interactive    |
| 1988 (07) | Solid Gold: Planetfall (réédition)                           | Steve Meretzky                  | Fiction interactive    |
| 1988 (08) | ZorkQuest II                                                 | Elizabeth Langosy               |                        |
| 1988 (09) | Quarterstaff: The Tomb of Setmoth                            | Scott Schmitz et Ken Updike     | Jeu vidéo de rôle      |
| 1988 (07) | Solid Gold: Wishbringer (réédition)                          | Brian Moriarty                  | Fiction interactive    |
| 1988 (10) | Zork Zero                                                    | Steve Meretzky                  | Jeu d’aventure         |
| 1988 (11) | BattleTech: The Crescent Hawk's Inception                    | Westwood Studios                | Jeu vidéo de rôle      |
|           |                                                              |                                 |                        |
| 1989 (03) | James Clavell's Shōgun                                       | Dave Lebling                    | Jeu d’aventure         |
| 1989 (03) | Journey                                                      | Marc Blank                      | Jeu d’aventure         |
| 1989 (06) | Arthur: The Quest for Excalibur                              | Bob Bates                       | Jeu d’aventure         |
|           |                                                              |                                 |                        |
| 1990      | BattleTech: The Crescent Hawk's Revenge                      | Westwood Studios                | Tactique en temps réel |
| 1990      | Circuit's Edge                                               | Westwood Studios                | Jeu vidéo de rôle      |